# محمد يوسف (سياسي)
محمد يوسف هو عضو هيئة تدريس جامعية ‏ وسياسي أفغاني، ولد في 1914 بكابل في أفغانستان، وتوفي في 23 يناير 1998 في ألمانيا.

## روابط خارجية
- محمد يوسف على موقع مونزينجر (الألمانية)